# Chocolate Kings/Harlequin
Chocolate Kings/Harlequin è un singolo del gruppo musicale italiano Premiata Forneria Marconi, l'unico estratto dal sesto album in studio Chocolate Kings e pubblicato nel 1975.
La versione di Harlequin è più breve rispetto a quella pubblicata nell'album.

## Tracce
Lato A
1. Chocolate Kings – 4:39 (testo: Marva Jan Marrow, Mauro Pagani – musica: Franco Mussida)

Lato A
1. Harlequin – 4:48 (testo: Mauro Pagani – musica: Franco Mussida)

## Formazione
- Bernardo Lanzetti – voce
- Franco Mussida – chitarra, voce
- Patrick Djivas – basso, voce
- Franz Di Cioccio – batteria, percussioni, voce
- Mauro Pagani – fiati, violino, voce
- Flavio Premoli – tastiere, voce